# Lori Sandri
Lori Sandri, właśc. Lori Paulo Sandri (ur. 29 stycznia 1949 w Encantado, zm. 3 października 2014 w Kurytybie) – brazylijski piłkarz, grający na pozycji pomocnika, trener piłkarski.

## Kariera piłkarska

### Kariera klubowa
W 1969 rozpoczął karierę piłkarską w drużynie Rio Branco (PR). Potem występował w klubach Seleto, Athletico Paranaense, Londrina i Pinheiros-PR, gdzie zakończył karierę w 1976 roku.

## Kariera trenerska
Karierę szkoleniowca rozpoczął w 1977 roku. Trenował kluby Uberaba, Chapecoense, Athletico Paranaense, Criciúma, Santa Cruz, Guarani FC, Al-Shabab, Al-Ettifaq, SC Internacional, Coritiba, Al Ain, EC Juventude, Al-Hilal, Botafogo (SP), Goiás EC, Tokyo Verdy, Vitória, Paraná Clube, Athletico Paranaense, América (RN), Sertãozinho, CS Marítimo i Noroeste.
W 1997 i 1998 prowadził reprezentację Zjednoczonych Emiratów Arabskich.
3 października 2014 zmarł w wieku 65 lat na nowotwór mózgu.

## Sukcesy i odznaczenia

### Sukcesy trenerskie
Atlético-PR
- mistrz Campeonato Paranaense: 1983

Guarani
- mistrz Campeonato Paulista do Interior: 1986

Al-Shabab
- zdobywca Gulf Cup for Clubs: 1992

Juventude
- mistrz Campeonato Gaúcho: 1998

Al-Hilal
- zdobywca Saudi Founder's Cup: 1999

Internacional
- mistrz Campeonato Gaúcho: 2004